# Prosperidade Futebol Clube
O Prosperidade Futebol Clube é um clube brasileiro de Futebol e FutSal feminino e masculino de Vargem Alta, Prosperidade ,   Espírito Santo, fundado em 16 de outubro de 1946, sendo um dos times mais antigos da região serrana. Time de grande renome no sul do estado e o clube com mais títulos municipais detentor de mais de 20 títulos municipais entre as duas principais categorias e atual tricampeão sulino. 

## Equipe masculina

### Campeonato Municipal de Vargem Alta
O primeiro Campeonato Municipal de Vargem Alta foi em 1989, sendo Prosperidade o campeão da categoria principal. O campeonato é disputado em duas categorias (1° quadro e 2° quadro) onde o 2° quadro geralmente se joga com jogadores da própria localidade, uma espécie de "sub-20". Ambas as modalidades o Prosperidade é a equipe com mais títulos.

### Campeonato Sulino
Campeonato organizado pela Liga Desportiva de Cachoeiro de Itapemirim (LDCI), filiada à Federação de Futebol do Estado do Espírito Santo, participam da competição os clubes do Sul do estado, consideradas tradicionais na região.

### Títulos
| MUNICIPAIS | MUNICIPAIS                                             | MUNICIPAIS | MUNICIPAIS                                                        |
|            | Competição                                             | Títulos    | Temporadas                                                        |
| ---------- | ------------------------------------------------------ | ---------- | ----------------------------------------------------------------- |
|            | Primeiro Quadro do Campeonato Municipal de Vargem Alta | 7          | 1989, 1991, 1994, 1995, 1997, 2000 e 2004                         |
|            | Segundo Quadro do Campeonato Municipal de Vargem Alta  | 11         | 1991, 1992, 1993, 1994, 1995, 1996, 1997, 2002, 2008, 2009 e 2010 |
| REGIONAIS  |                                                        |            |                                                                   |
|            | Competição                                             | Títulos    | Temporadas                                                        |
|            | Campeonato Sulino                                      | 3          | 2016, 2017 e 2018                                                 |

## Equipe feminina

### História
Uma equipe feminina que disputava torneios na região e que já reuniu alguns troféus. Vale ressaltar que o Prosperidade foi campeão invicto do único Campeonato Municipal de Futebol Feminino de Vargem Alta, organizado há mais de 15 anos, disputados também pelas equipes de Vargem Alta, Vila Maria e Jaciguá.  
Desde o ano de 2017 a diretoria do Prosperidade decidiu apoiar a categoria feminina e disputar o Campeonato Capixaba de Futebol Feminino. Logo no primeiro ano de participação a equipe conquistou o vice-campeonato da competição.
Em sua equipe de futsal a equipe é igualmente vencedora.

### Campanhas de destaque
- Campeão Capixaba: 2024.
- Vice-campeão Capixaba: 2017,[2] 2019,[3][4] 2021[5][6] , 2022[7][8] e 2023.